# Circondario della Svizzera Sassone-Monti Metalliferi Orientali
Il circondario della Svizzera Sassone-Monti Metalliferi Orientali (in tedesco Landkreis Sächsische Schweiz-Osterzgebirge) è un circondario della Sassonia, in Germania.
Capoluogo e centro maggiore è Pirna.

## Storia
È stato creato il 1º agosto 2008 dall'unione dei circondari della Svizzera Sassone e di Weißeritz.

## Geografia antropica
Popolazione al 31 dicembre 2007:

### Città
1. Altenberg (7 870)
2. Bad Gottleuba-Berggießhübel (5 541)
3. Bad Schandau (3 421)
4. Dippoldiswalde, grande città circondariale (14 161)
5. Dohna (6 249)
6. Freital, grande città circondariale (39 558)
7. Glashütte (6 657)
8. Heidenau (16 884)
9. Hohnstein (3 201)
10. Königstein (Sassonia) (2 101)
11. Liebstadt (1 268)
12. Neustadt in Sachsen (11 888)
13. Pirna, grande città circondariale (39 054)
14. Rabenau (4 448)
15. Sebnitz, grande città circondariale (9 522)
16. Stadt Wehlen (1 549)
17. Stolpen (5 559)
18. Tharandt (5 471)
19. Wilsdruff (14 551)

### Comuni
1. Bahretal (2 149)
2. Bannewitz (11 142)
3. Dohma (1 995)
4. Dorfhain (1 089)
5. Dürrröhrsdorf-Dittersbach (4 307)
6. Gohrisch (1 760)
7. Hartmannsdorf-Reichenau (979)
8. Hermsdorf/Erzgeb. (772)
9. Klingenberg (6 840)
10. Kreischa (4 629)
11. Lohmen (3 092)
12. Müglitztal (1 910)
13. Rathen, Kurort (347)
14. Rathmannsdorf (920)
15. Reinhardtsdorf-Schöna (1 298)
16. Rosenthal-Bielatal (1 580)
17. Struppen (2 442)

### Comunità amministrative
Di seguito sono riportate le comunità amministrative (Verwaltungsgemeinschaft e Verwaltungsverband) con i rispettivi comuni membri delle comunità:
- Verwaltungsgemeinschaft Altenberg: Altenberg e Hermsdorf/Erzgeb.
- Verwaltungsgemeinschaft Bad Gottleuba-Berggießhübel: Bad Gottleuba-Berggießhübel, Bahretal e Liebstadt
- Verwaltungsgemeinschaft Bad Schandau: Bad Schandau, Porschdorf, Rathmannsdorf e Reinhardtsdorf-Schöna
- Verwaltungsgemeinschaft Dohna-Müglitztal: Dohna (sede) e Müglitztal
- Verwaltungsgemeinschaft Klingenberg: Hartmannsdorf-Reichenau e Klingenberg
- Verwaltungsgemeinschaft Königstein/Sächs. Schweiz: Gohrisch, Königstein (Sächsische Schweiz), Rathen, Rosenthal-Bielatal e Struppen
- Verwaltungsgemeinschaft Lohmen/Stadt Wehlen: Lohmen (sede) e Stadt Wehlen
- Verwaltungsgemeinschaft Pirna: Dohma e Pirna
- Verwaltungsgemeinschaft Tharandt: Dorfhain e Tharandt